# Ponto (mitología)

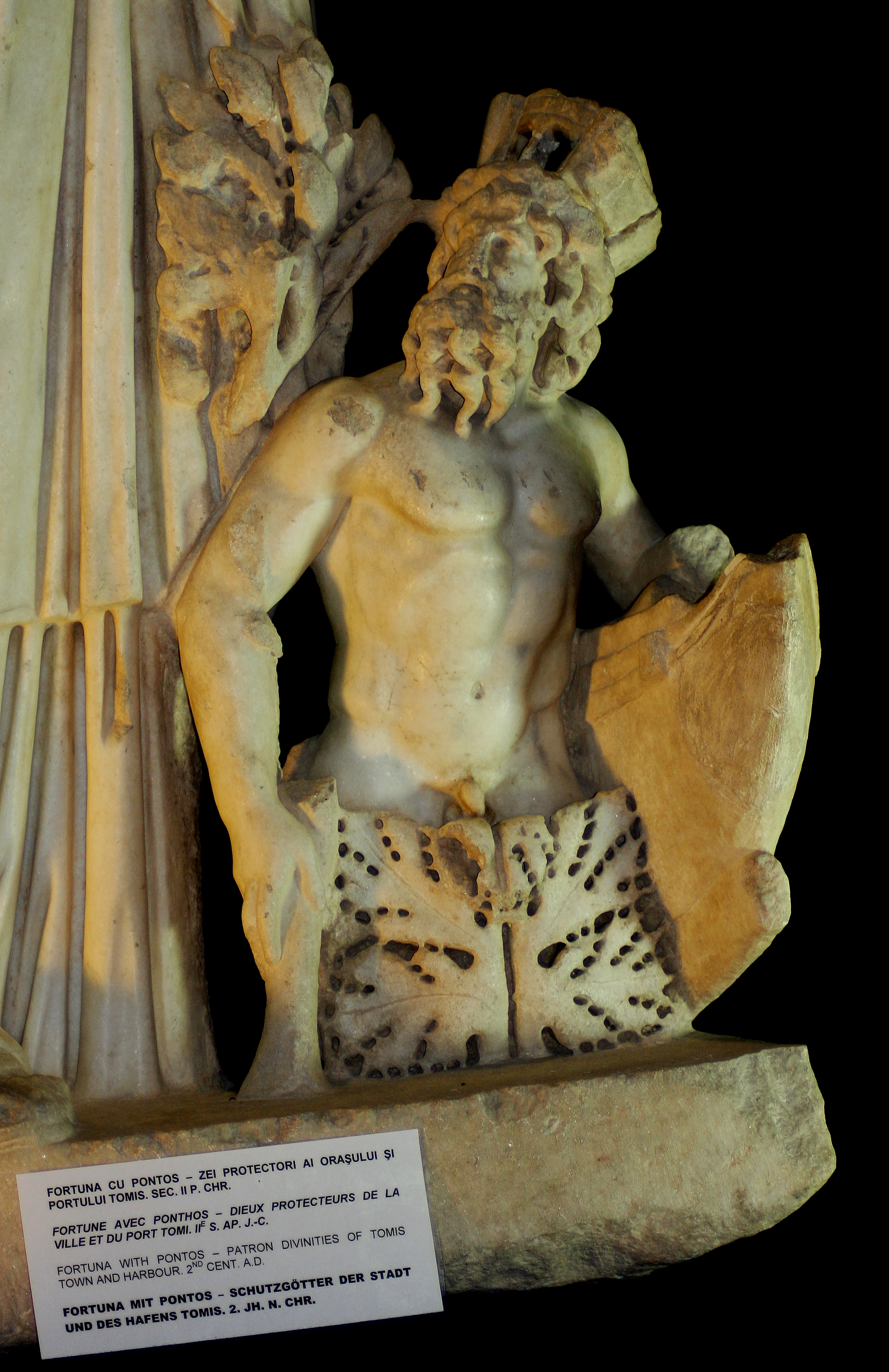
La Fortuna y Pontos en Tomis (hoy Constanza).

En la mitología griega, Ponto (en griego antiguo: Πόντος, Póntos)  era el dios y la personificación del «mar». Se trata de uno de los dioses primordiales pero también se usa como un sustantivo común y poético para denominar al mar (cf. Ponto Euxino, Πόντος Εὔξεινος, por ejemplo). Debido a que Ponto a menudo era entendido como el mar embravecido, en esta faceta algunos autores lo traducen como el «Oleaje».
Homero y Hesíodo, los primeros en mencionarlo, nos dan una visión diferente del mar. Homero lo trata como un sustantivo común y hace alusión a un espacio enorme lleno de vida, citándolo como «ilimitado», «vinoso» o «rico en peces». Por otro lado Hesíodo, que usa su nombre tanto como sustantivo propio como común, lo refiere como una fuerza hostil, citándolo como «de agitadas olas», «tempestuoso», «estéril» o «sombrío».

## En Hesíodo
Ponto tiene su mayor participación en la Teogonía de Hesíodo. El poeta nos cuenta que la Tierra, Gea, engendró a Ponto por sí misma, «sin mediar grato comercio», y que sus hermanos, concebidos de la misma manera, fueron Urano y los Montes. Para este autor Ponto parece ser poco más que una personificación del mar, el «estéril piélago de agitadas olas».
Más tarde nos habla de su prole, los Póntidas o ‘hijos del mar’. Así Gea le alumbró «al infalible y benévolo Nereo, al enorme Taumante, al arrogante Forcis, a Ceto de hermosas mejillas y a Euribia, que alberga en su pecho corazón de acero». De entre su prole tanto Nereo como Taumante eran conocidos como «ancianos del mar», en tanto que Forcis y Ceto son los progenitores de los monstruos marinos.

## En otros autores
Higino afirmaba, en cambio, que Ponto había nacido de la unión de la Tierra (Terra) con el Éter (Aether), el cielo luminoso, junto con otros primordiales, como Tártaro, Océano y Temis. Además diferencia a Ponto (Pontus), como teónimo masculino, de Mare (‘mar’ en latín), como teónimo femenino. En los textos homéricos aparece su contraparte femenina, Talasa, la personificación del mar Mediterráneo (cuyo nombre significa simplemente ‘mar’, pero en una raíz pre-griega). Con el Mar (Mare, esto es, Talasa) Ponto fue padre al menos de la tribu de los peces que nadan sobre las aguas saladas.
En otras fuentes Ponto y Gea fueron padres de otra prole. En la Titanomaquia se nos dice que Egeón, una suerte de centímano marino, ayudó a los titanes durante la Titanomaquia. Baquílides también opina que estos engendraron a los célebres cuatro telquines, llamados Acteo, Megalesio, Ormeno y Lico. También los hay quienes creen que las Harpías nacieron de esta unión.

## Menciones ulteriores
Se dice que Orfeo apostrofaba sobre que en el principio de la creación los tres principios, tierra (Gea), cielo (Urano) y mar (Ponto), formaban una sola masa confusa. Con el paso del tiempo los poetas fueron diferenciando las diferentes facetas del mar y las aguas en sus propios dioses. Así los textos hesiódicos diferenciaban a Ponto como agua salada y a Océano como agua dulce. Las aguas primordiales, según los órficos, estaban personificadas por Hydros. Los textos homéricos siguen usando el sustantivo ponto para denominar poéticamente al mar aunque en alguna ocasión usan a Anfitrite como metonimia por el mar.